# Benedicció
Una benedicció és l'expressió d'un desig benigne dirigit cap a una persona o grup d'elles que, en virtut del poder màgic del llenguatge, s'espera que ajudi a aconseguir que aquest desig es compleixi. Gramaticalment, es tracta d'oracions amb modalitat desiderativa (el mateix que el seu contrari, les malediccions). Així, són benediccions típiques Que Déu et beneeixi o Que et vagi bé.
Les benediccions tenen un paper destacat en les creences populars de molts pobles, així com en els seus mites i llegendes. Especialment, té gran importància la benedicció que un pare o una mare dirigeixen als seus fills. En la Bíblia, s'explica com Jacob enganya al seu pare cec, Isaac, per obtenir d'ell la benedicció paterna, que Isaac desitjava donar al primogènit, Esaú. La benedicció diu així: Déu et doni de la rosada del cel i d'allò més preat de la terra: blat i vi en abundància. Que els pobles et serveixin, i les nacions es prostrin davant teu. Sé senyor dels teus germans, i prostrant-se davant teu els fills de la teva mare. Siguin maleïts els que et maleeixin, i beneïts els que et beneeixin (Gènesi 27:28-29).
Trobem també benediccions en la lírica tradicional (com la cançó sefardita Bona setmana ens doni Va donar / alegres i sans) i fins i tot en la música pop, amb exemples com Forever Young de Bob Dylan, benedicció dirigida als seus fills (May you stay forever young), o el cant que tanca A Very Cellular Song, de la Incredible String Band:
May the long time sun shine upon you,
all love surround you
and the pure light within you
guide you all the way on.

## Història
El costum de tirar la benedicció als primers temps dels antics. Els patriarques en el llit de mort beneïen als seus fills i a la seva família; els profetes i els homes inspirats beneïen als servidors de Déu i al seu poble. Moisès va dir al gran sacerdot Aaron:
| « | Quan beneïu als fills d'Israel, els direu: Faci el Senyor que resplendeixi en vosaltres la llum, del seu diví rostre i compadint-se de la vostra sort us torni els seus ulls compassius i us concedeixi la seva pau. | » |

El pontífex pronunciava aquestes paraules dempeus, en alta veu, amb les mans esteses i els ulls aixecats cap al cel. Els salms estan plens de benediccions o de vots en favor dels israelitas. Déu va ordenar que quan aquest poble hagués arribat a la terra promesa, l'hi reunís entre les muntanyes d'Hebal i de Garizim, i que sobre aquesta es pronunciessin benediccions en favor de tots els que observessin la llei, i malediccions contra els prevaricadors: el que executo fidelment Josué.

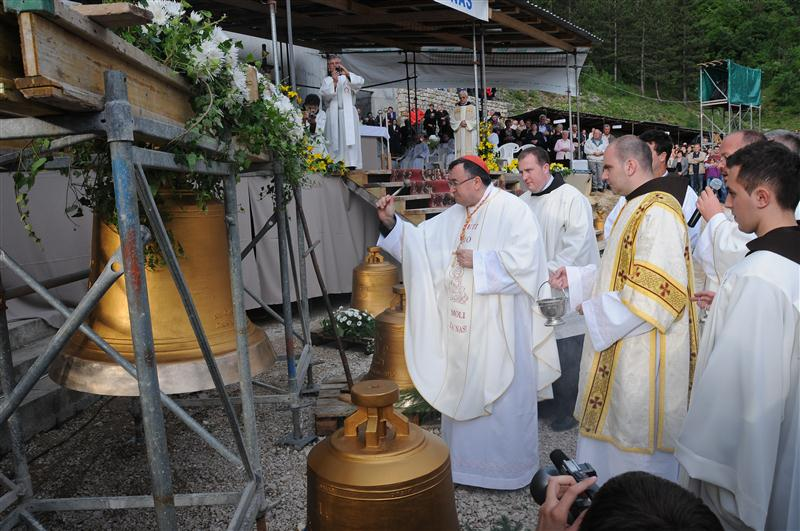
Benedicció a unes campanes

De temps immemorial les benediccions es verifiquen entre els catòlics per mitjà de aspersions de aigua beneïda, signes de creus i resos conformes a l'assumpte que és objecte de la cerimònia (subiata manu figures crucis exjrrimere.) Quan hi ha unció llavors es diu consagració: així és que es consagra el calze, i es beneeix el copón, perquè s'empra la unció per al calze. Aquestes paraules es confonen de vegades en l'ús. Els bisbes, quan travessen les esglésies o al seu pas pels carrers donaven la seva benedicció al poble. En un altre temps, quan anaven pels carrers de la ciutat o obstaculitzen en algun poble o llogaret, es tocava una campaneta per advertir als fidels que vinguessin a rebre la seva benedicció. Quan anaven a la cort no es tornaven sense haver donat la benedicció al rei. A l'església es beneeix als fidels al temps d'acabar-se la missa.

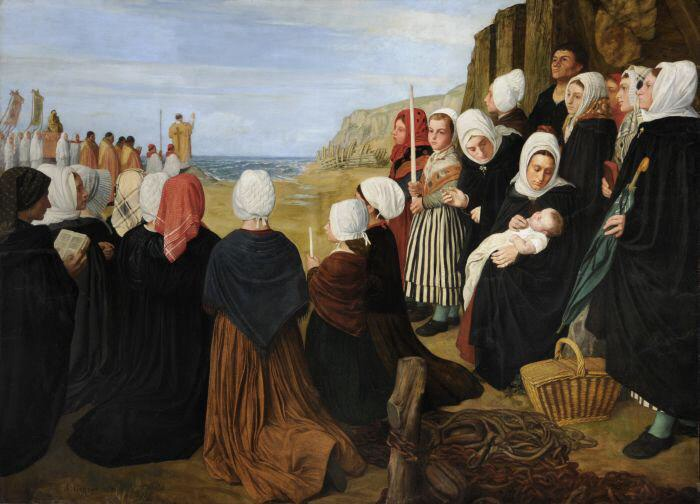
Benedicció del mar, Alphonse Legros, 1872

Hem dit que la pràctica de la benedicció eclesiàstica o de la consagració s'havia estès molt a l'església catòlica i en efecte, la pietat l'havia aplicat al principi a tots els objectes del culte diví, a les vestidures sacerdotals, als llenços i gots dels altars, al pa i al vi, als ciris, als palmells i rams, a la cendra, a les campanes, a les fonts bautismals, als edificis mateixos en què se celebraven els sacrosants misteris: pot veure's el detall de totes aquestes benediccions en el Bendicionari o llibre de les cerimònies eclesiàstiques imprès en el temps de Lleó X i en els rituals i cerimonials de les diferents esglésies que s'han reunit en l'obra del pare Martene, sobre els ritus i la disciplina de l'església.
Aquesta pràctica religiosa es va estendre considerablement, caminant els temps, fins als objectes més estranys al culte diví: es van beneir les banderes, les armes, els fruits i els béns de la terra: de la benedicció nupcial atorgada als jovençans (vegeu més endavant) es va arribar en alguns països a la benedicció del jaç nupcial: es van beneir també els camps, els jardins, els pous, les fonts, les cases acabades de fer, els equipatges dels viatgers, els bestiars, els fruits de totes classes, com els raïms, el formatge, la llet, la mel i una altra porció d'objectes que fos prolix enumerar.

## Benediccions a l'Església Catòlica

### Benediccions reservades als bisbes
No a tots els eclesiàstics correspon el fer algunes benediccions; les que es diuen consagracions perquè van acompanyades d'alguna unció, estan reservades exclusivament a l'ordre episcopal. Tales són les consagracions dels reis, la del calze i la patena, la de les esglésies i la de les llaures i la dels altars fixos o portàtils. La benedicció dels abatés i abadesses, la dels cavallers i la dels Sants olis es va reservar també als bisbes. Totes les altres benediccions que els pertanyen les poden encarregar a qualsevol eclesiàstic, com són la benedicció dels corporals i estovalles d'altar, la dels ornaments sacramentals, la de les creus, les imatges, les campanes i els cementiris. Poden donar també comissió per reconciliar les esglésies profanes.

### Benediccions permeses als preveres
Les benediccions permeses als preveres, sense llicència del bisbe, són les dels esponsals, les dels matrimonis, dels fruits de la terra i la de l'aigua beneïda. El pontifical romà té la fórmula de tota espècie de benediccions; però cada eclesiàstic ha de seguir aquelles que li estan prescrites en el ritual de la diòcesi on exerceix el seu ministeri.
Tots els bisbes i preveres poden donar la seva benedicció al poble però solament als primers pertany fer-ho alçant la mà amb el senyal de la creu i acompanyant-la amb oracions. Els preveres solament poden tirar-la d'aquesta manera quan celebren misses, fan rogaciós solemnes, o administren els sagraments; però abstenint-se sempre de fer ús de la fórmula sic nomen domini benedictum, etc., humilliate vos ad benedictionem, reservada en exclusiva als bisbes. Per un privilegi emanat de la Santa Seu, tenen alguns abats la facultat de tirar la benedicció al poble d'una manera solemne com els bisbes encara que solament poden usar-ho a les seves pròpies esglésies després de vespres, de la missa i dels matins. Per tant, no poden tirar la benedicció en particular com ells als carrers i fora de la seva església, perquè els està prohibit per un decret de la Sagrada Congregació de 24 d'agost de 1609; i com és una regla en matèria de benediccions que el que està en un ordre inferior no la doni al poble en presència d'un altre eclesiàstic mes digne que ell, conformement a ella, no poden els abats fer ús del seu privilegi en presència d'un bisbe o d'un prelat superior tret que tinguin per fer-ho un permís particular.

### Benedicció d'un predicador

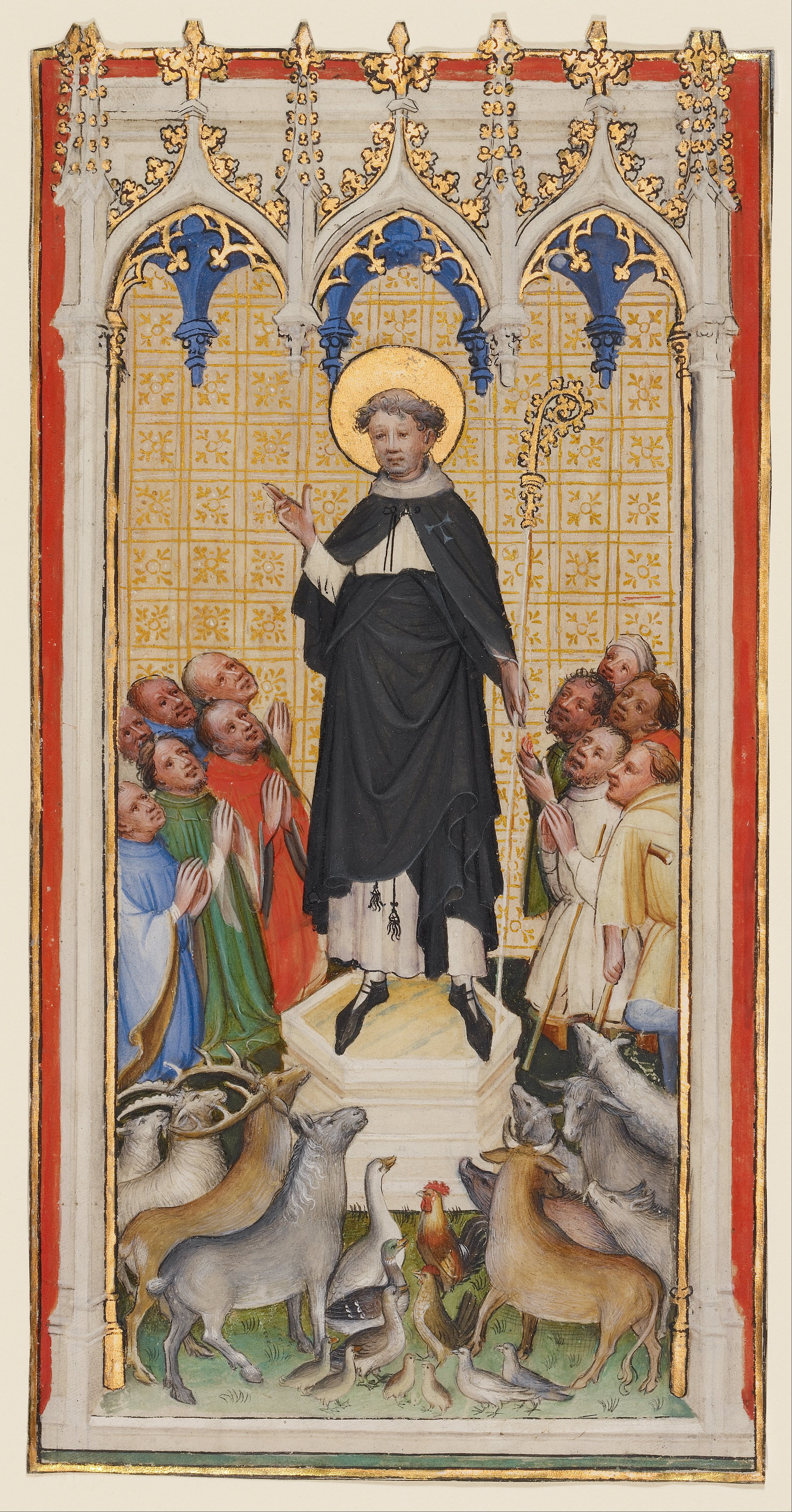
Sant Antoni Abad beneint als animals

En moltes catedrals i àdhuc en algunes esglésies, hi havia el costum de rebre el predicador la benedicció abans de començar el sermó; aquesta benedicció va donar origen a moltes qüestions entre els capellans propis i els vicaris perpetus; però es va decidir que els capellans propis, en els dies que podien oficiar, tenien dret a tirar la benedicció al predicador a exclusió del vicari perpetu.

### Benedicció dels abats i abadesses
Com ja hem dit més amunt, la benedicció que reben els abats després de la seva elecció i confirmació és pròpia dels bisbes diocesans. La fórmula de la benedicció dels abats està en el pontifical però té algunes diferències, segons la manera en què es fa, si és per autoritat apostòlica, si en virtut d'un rescripte o per l'autoritat ordinària; la benedicció no afegeix, d'altra banda, cosa alguna al caràcter de l'abat i encara no es mira com a indispensable perquè els abats consuedalaris no estan en ús de rebre-la.

### Benedicció amb el Santíssim Sagrament
Té a més l'església una altra benedicció que es fa mostrant als fidels l'Eucaristia fent al propi temps el senyal de la creu. Poden donar-la els preveres, però no han de fer-ho sinó en els dies que l'església assenyala. Si els fidels la desitgen fora d'aquest temps es necessita un permís particular del bisbe, la qual cosa es fa perquè, concedint-la amb menys freqüència, la rebi el poble amb major respecte.

### Benedicció que el papa dona per escrit
És bastant coneguda la benedicció que dona el papa per escrit als seus fidels en el principi de les seves butlles, que diu així: Salutem et apostolicam benedictionem (salut i benedicció apostòlica); aquesta l'omet quan escriu als quals no estan en el si de l'església. Quan es dirigeix en aquests termes a algun excomunicat, se'l considera per descomptat absolt per aquestes paraules de benevolència i caritat. Sol enviar-la també el sant pare algunes vegades als quals estan en l'article de la mort; però els bisbes no poden usar-la.

### Benedicció nupcial

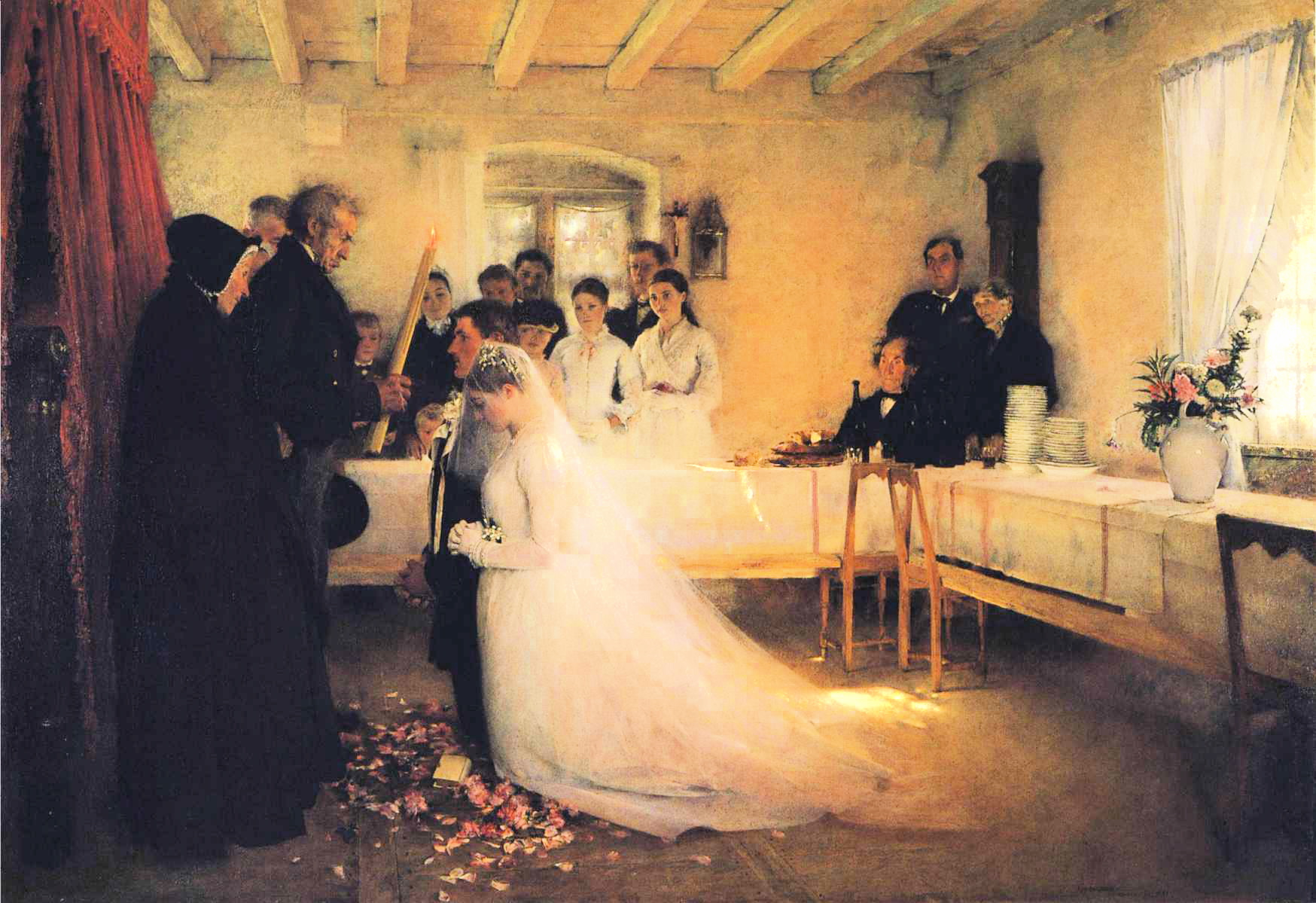
Benedicció nupcial, de Pascal Dagnan-Bouveret

La benedicció nupcial és una cerimònia que s'observa en totes les comunions cristianes en l'acte de celebrar-se el matrimoni. En la catòlica romana porta el caràcter de Sagrament; en la grega té el nom de coronació i entre els protestants el de benedicció. Abans de l'establiment del cristianisme no es feia servir aquesta cerimònia, doncs segons Fleury, no es veu que en el matrimoni dels jueus intervingués cap cerimònia religiosa, i si hi havia alguna era únicament la benedicció paternal.
En la major part dels països cristians l'acte celebrat pel ministeri eclesiàstic en el matrimoni, és acte religiós i civil alhora. Des dels primers segles de l'església la benedicció nupcial va ser considerada com un mitjà pel qual esperaven els desposats cridar sobre si la unció de la gràcia celeste, benedicció que va ser recomanada als fidels pels deixebles dels apòstols, com pot veure's en Sant Ignaci, que en la seva epístola ad Polycarp, diu: Nubat in ccclesia benedictione ecletur exdomini precepte. Però no tots els fidels seguien aquest precepte i la benedicció nupcial no es confonia amb el contracte del matrimoni. Aquest es contreia, segons el codi romà per mitjà d'un simple jurament que l'espòs prestava a l'esposa posant la mà sobre l'Evangeli.
Aquest mitjà tan fàcil que lliurava el pudor d'una verge innocent a les mans d'un pèrfid que l'abandonava per satisfer altres desitjos, crido l'atenció de l'emperador Justinià, el que va manar en la novel·la 24, cap. 4º, que el jurament sobre els Evangelis s'hagués de proferir davant testimonis. Al ràpid va semblar que aquesta precaució evitaria els fraus en aquest punt, però per una connivència amb els testimonis, que ordinàriament es buscaven joves, es va eludir aquesta disposició, tornant la cara enrere dits testimonis en l'acte de proferir-se el jurament; i més tard quan una mare abandonada per un traïdor, reclamava davant el bisbe la fe d'aquells testimonis; deien que ells no parlen vist gens. Veient aquests abusos, va caldre buscar garanties més eficaces i prenent en això parteix l'església per òrgan del mateix emperador, mano aquest en la novel·la 74, cap. 14, que l'espòs havia de conduir a la seva futura a l'església i declarar formalment davant el sacerdot i alguns testimonis que la prenia per companya i mare dels seus fills, del que s'aixecava una acta que s'arxivava a l'església; i diu el mateix emperador que el motiu de dictar aquella disposició, va ser perquè dubtava de la poca fe dels testimonis. Est va ser l'últim mètode de matrimonis celebrats a l'església als quals se'ls va afegir la benedicció nupcial.